# Anton Lubosławski
Anton Lubosławski (ros. Антон Андреевич Любославский; ur. 26 lipca 1984 w Irkucku) – rosyjski lekkoatleta, kulomiot.

## Osiągnięcia
- srebrny medal mistrzostw Europy juniorów (Tampere 2003)
- złoty medal młodzieżowych mistrzostw Europy (Erfurt 2005)
- brąz Uniwersjady (Izmir 2005)
- 4. miejsce podczas halowych mistrzostw Europy (Turyn 2009)

W 2008 Lubosławski reprezentował Rosję na igrzyskach olimpijskich w Pekinie. 18. lokata w eliminacjach nie dała mu awansu do finału.

## Rekordy życiowe
- pchnięcie kulą – 20,78 (2012)
- pchnięcie kulą (hala) – 20,75 (2006)